# Liste der Naturschutzgebiete in Kassel
Im Gebiet der hessischen Stadt Kassel gibt es sieben Naturschutzgebiete (NSG). Die Betreuung der Schutzgebiete erfolgt durch den Landesbetrieb HessenForst im Auftrag der zuständigen Obere Naturschutzbehörde beim Regierungspräsidium Kassel.
| Name                          | Bild | Kennung                       | Einzelheiten | Position | Fläche Hektar | Datum |
| ----------------------------- | ---- | ----------------------------- | --- | -------- | ------------- | ----- |
| Hirzstein                     |      | Natureg: 1611001 WDPA: 81890  | Das Naturschutzgebiet liegt am südwestlichen Stadtrand von Kassel, direkt nördlich der Autobahn 44. Es umfasst große Teile des bewaldeten Hirzsteins mit aufgelassenen Basalt-Steinbrüchen. · Fläche: 27,25 ha · Ausweisung als NSG: 1980 · Das Naturschutzgebiet „Hirzstein“ ist auch Teilbereich des größeren FFH-Gebietes „Habichtswald und Seilerberg bei Ehlen“ (Nr. 4622-302, Fläche: 2917,05 ha), außerdem ist das NSG nahezu deckungsgleich mit dem Vogelschutzgebiet „Hirzstein bei Kassel“ (Nr. 4722-402, Fläche: 27,56 ha). · OSM-Link zur Kartendarstellung: „Hirzstein“ | ⊙        | 27,27         | 1979  |
| Fuldaaue                      |      | Natureg: 1611002 WDPA: 81701  | Wasserfläche mit Insel und Ufervegetation. Das Naturschutzgebiet „Fuldaaue“ bildet nur den nördlichen Teilbereich des Naherholungsgebietes Fuldaaue, gelegen südlich der Innenstadt von Kassel. · Fläche: 11,90 ha · Das Naturschutzgebiet „Fuldaaue“ ist auch Teilbereich des größeren Landschaftsschutzgebietes „Stadt Kassel“ (Nr. 2611002), und Teilbereich des Vogelschutzgebietes „Fuldaaue um Kassel“ (Nr. 4722-401, Fläche: 828,27 ha). · OSM-Link zur Kartendarstellung: „Fuldaaue“                                                                                         | ⊙        | 11,91         | 1979  |
| Kragenhof bei Fuldatal        |      | Natureg: 1611003 WDPA: 164220 | Wasserfläche mit Inseln und Ufervegetation der Fulda am nordöstlichen Stadtrand von Kassel. · Fläche: 7,51 ha · OSM-Link zur Kartendarstellung: „Kragenhof bei Fuldatal“ | ⊙        | 7,51          | 1981  |
| Dönche                        |      | Natureg: 1611004 WDPA: 162783 | Waldfläche mit Wiesen und Bachlauf im südwestlichen Stadtgebiet von Kassel. · Fläche: 170,89 ha · Das Naturschutzgebiet „Dönche“ ist auch Teilbereich des größeren FFH-Gebietes „Dönche“ (Nr. 4722-304, Fläche: 206,10 ha). · OSM-Link zur Kartendarstellung: „Dönche“ | ⊙        | 171,02        | 1983  |
| Fuldaschleuse Wolfsanger      |      | Natureg: 1611005 WDPA: 163172 | Wiesen, Laubwald und Feuchtgebiete mit Wasserflächen im Nordosten von Kassel. Das Schutzgebiet erstreckt sich zwischen dem Ufer der Fulda und dem nördlich verlaufenden, asphaltierten Rad-/Fußweg (Fulda-Radweg). · Fläche: 14,05 ha · Das Naturschutzgebiet „Fuldaschleuse Wolfsanger“ ist identisch mit dem FFH-Gebiet „Fuldaschleuse Wolfsanger“ (Nr. 4623-302). · OSM-Link zur Kartendarstellung: „Fuldaschleuse Wolfsanger“ | ⊙        | 14,06         | 1984  |
| Heisebachtal in Kassel        |      | Natureg: 1611006 WDPA: 163615 | Weiden, Laubwald und Feuchtgebiet mit Wasserfläche im Südwesten von Kassel. · Fläche: 14,15 ha · OSM-Link zur Kartendarstellung: „Heisebachtal in Kassel“ | ⊙        | 14,16         | 1990  |
| Waldauer Kiesteiche           |      | Natureg: 1611007 WDPA: 319273 | Wasserflächen mit Uferbereich der Fulda am südlichen Stadtrand von Kassel und in der Gemeinde Fuldabrück, im Landkreis Kassel. · Fläche: 24,46 ha · Das Naturschutzgebiet „Waldauer Kiesteiche“ ist auch Teilbereich des größeren Vogelschutzgebietes „Fuldaaue um Kassel“ (Nr. 4722-401, Fläche: 828,27 ha). · OSM-Link zur Kartendarstellung: „Waldauer Kiesteiche“ | ⊙        | 24,68         | 2002  |
| Legende für Naturschutzgebiet |      |                               | |          |               |       |